# 康奈尔大学
康乃爾大學（英語： /kɔːrˈnɛl/ kor-NEL）是一所位於美國紐約州伊薩卡的私立研究型大學，另有兩所分校位於紐約市曼哈頓和卡塔爾教育城，是美洲大學協會的十二個創會成員之一，及NCAA體育賽事聯盟常春藤盟校的成員。康奈爾大學由埃兹拉·康乃尔和安德鲁·迪克森·怀特於1865年所建立，為八個常春藤盟校中唯一一所在美國獨立戰爭后創辦的。
康奈爾大學男女同校，不分信仰和種族皆可入學。自學校成立之初，其創始人就期待將康大辦成一所全科型的新式大學，教授內容從文學名著至自然科學，自理論研究擴及實際應用，無所不包。此一理念最終成為康奈爾的校訓：「我將創辦一所任何人在此都能獲得所有學科教育的學府」。康奈爾大學有七個本科生學院和七個研究生學院，每個學院都自主制訂其學術計劃。
目前康奈爾的校友逾24萬名，截至2020年10月，先后有超過61位校友、教職工和研究人員獲頒諾貝爾獎、1位菲爾茲獎得主、4位圖靈獎得主。科學研究是康奈爾的興學方針，在2004年7月至2005年6月之間的財政年度中，共有5.613億美元被應用於各項領域的研究。康乃爾的學生來自美國的50個州和世界的119個國家。

## 历史

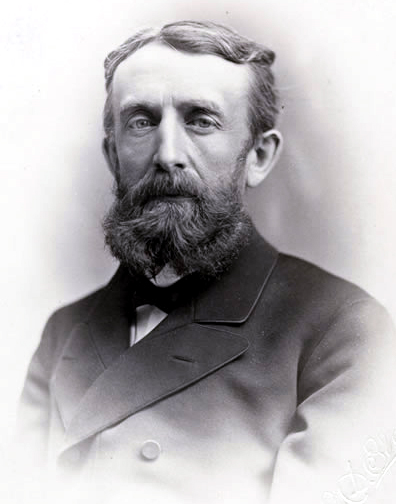
安德鲁·迪克森·怀特

1865年4月27日，一所政府赠地大学在纽约州参议院的一项议案下推動成立，此即日後的康奈尔大学。参议员埃兹拉·康奈尔将他位于纽约州伊萨卡的农场提供予辦校單位以为校園開發基地，并从个人财产中捐出500,000美元作为康大的第一笔個人捐款。参议员、教育家安德鲁·迪克森·怀特同意出任学校第一任校长。在随后的三年中，怀特一边监督学校最初两幢建筑的营造，一边周游全国招募学生和教师。

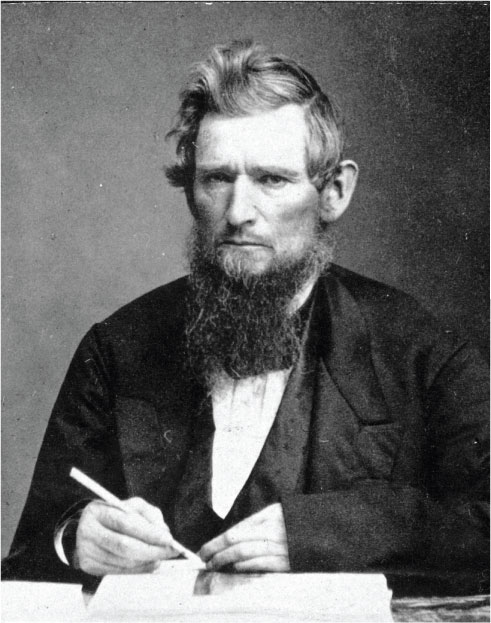
埃兹拉·康奈尔

1868年10月7日，康奈尔大学正式落成，第二天共有412人登记入学。两年后，康奈尔招收了其历史上第一位女学生，它也是常春藤盟校中第一所男女合校的大学。科学家路易斯·阿加西斯和詹姆斯·克拉夫茨皆是当年的教员。
1969年4月19日，约80名康奈尔大学的非裔美国学生接管了学生会大楼威拉德·斯特雷特礼堂。这场突如其来的事件缘自于1960年代学校里日异紧张的种族冲突。事件最终以校方让步、接受非裔美国学生的要求而结束。隨後时任校长的詹姆斯·A·珀金斯為負責辞职。
康奈尔在20世纪著手校園扩张，至20世纪末，学生人数增长到20,000人，教员人数增长到3,400人，开设的课程則逾4,000门。
2000年代，康奈尔大学展開其国际发展计划。2001年，学校在卡塔尔建立了医学院，这也是美国在境外开办的第一所医学院。此外，学校还与印度、新加坡和中国的一些名門學府建立起伙伴关系。
2001年，康奈爾在卡塔爾建立了一所新的醫學院，並宣示：「藉由教育明日的領導者與拓展知識的新領域來服務社會」。康奈爾還在紐約市建立了康奈尔科技校区，這是一個結合技術、商業和創造思維的研究生課程項目校區，該項目於2017年9月從谷歌的紐約切爾西大廈搬到了紐約羅斯福島校區。

## 校区

### 伊萨卡主校區

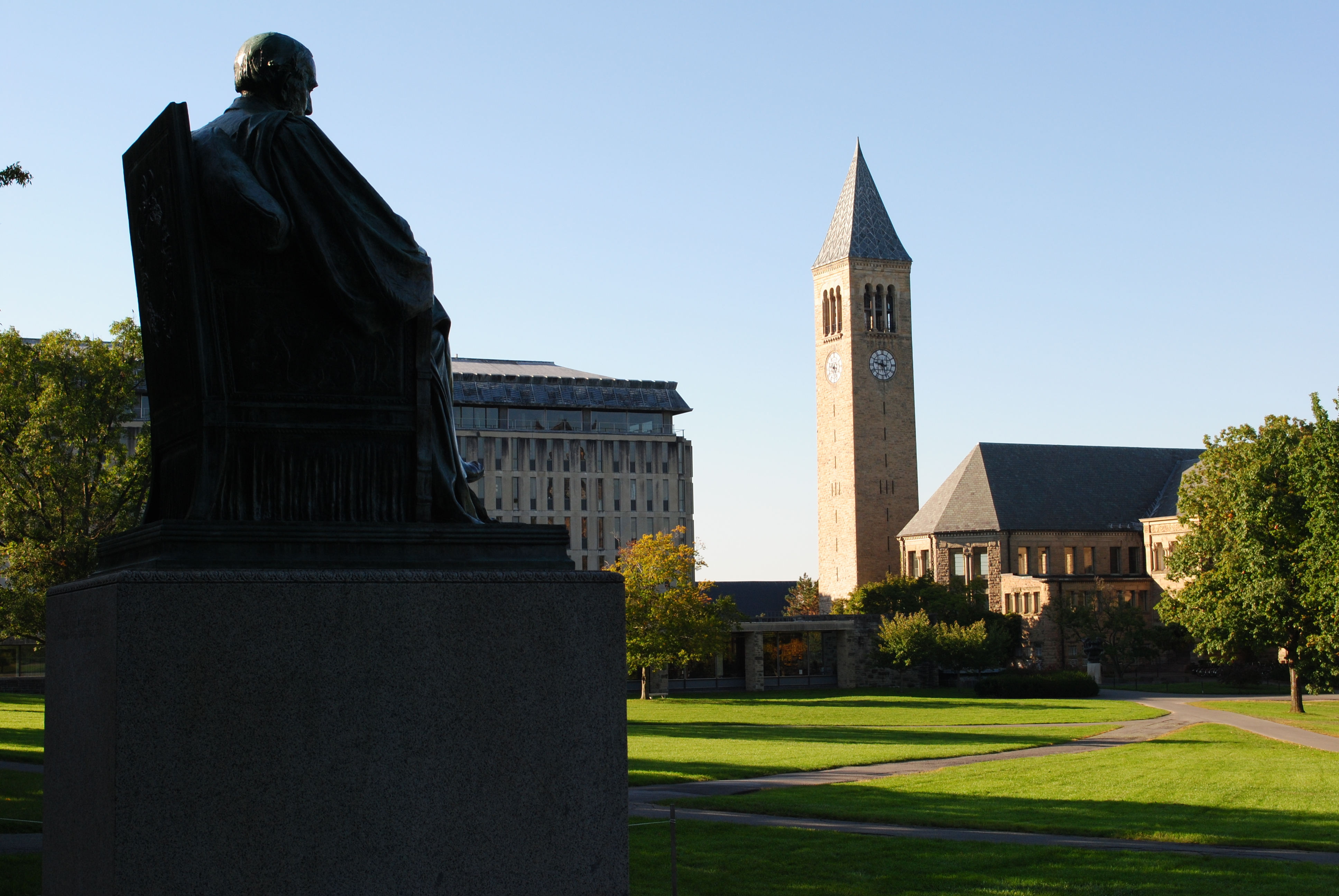
麦格劳礼堂和钟楼

康奈尔大学主校区位于纽约州伊萨卡。行政大楼位于东大道（East Avenue）。整个校园座落于东山（East Hill）一片3平方千米的土地上，眺望西面3千米外的卡尤加湖和伊萨卡市中心。校园内约260座主要建筑大致分为三个院子：人文、工程、农业，另外还有一个科学实验室建筑群和体育建筑群。
壮观的石灰岩峡谷和瀑布连接着校园中心及其南、北两面。宿舍、兄弟会和女生联谊会馆，以及学生中心位于北校区及图书馆坡（Libe Slope）下的西校区。每当下雪过后，学生喜欢坐在从食堂拿出来的盘子上，滑下图书馆坡。主校园的东面是康奈尔种植园（Cornell Plantations），面积约15平方千米，包括一个植物园、数个植物学花园以至自然林地、小径、小溪和峡谷。南面是学生主导的大学镇商业区。
康奈尔大学第一幢建筑物莫里尔楼（Morrill Hall）始建于1868年。康奈尔大学的地标麦格罗塔（McGraw Tower）高173英尺，由地面至顶楼共161级楼梯，于1891年建于尤里斯图书馆之上。塔内有康奈尔编钟（Cornell Chimes），共21个编钟，每日有三场学生演奏。
人文院子四周的建筑属哥特式、维多利亚式及新古典主义建筑风格，跟贝聿铭设计的赫伯特·F·约翰逊艺术博物馆成一对比。校区内的建筑还有：最早的学生联盟之一的威勒·史隹特楼、美国东部最大的学术大楼伦斯莱尔楼以及酒店管理学院的教学酒店斯塔特勒酒店（Statler Hotel）。

### 纽约市校区

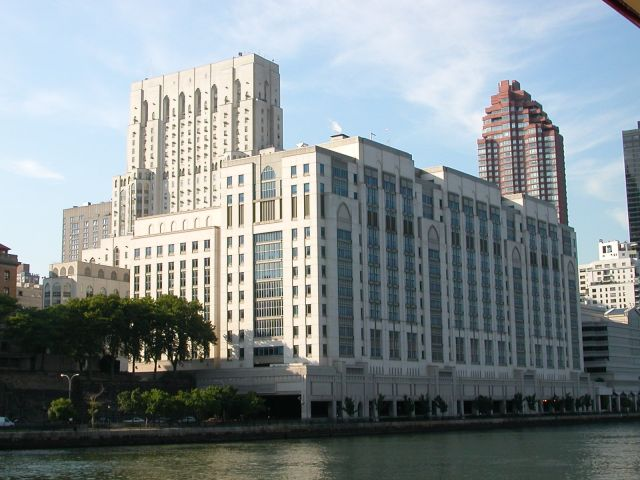
医学院校区

威尔康奈尔医学院在曼哈顿东北岸，这里是康奈尔两大机构所在地—威尔医学院和威尔医学研究生院，在1927年起附属于纽约長老會医院。尽管职司和机构是分別独立的，但医学中心可以與哥伦比亚大学医学院共享管理机制。威尔医学院还附属于边上的斯罗恩 凯特灵纪念癌症医院、洛克菲勒大学和特种外科医院。许多員工在这些机构中就業，以便得以被选入成为康奈尔的医学生。
除了医学院，纽约市主办了康奈尔的社会服务活动。康奈尔城市奖学金鼓励学生与一些组织合辦社会服务，帮助穷困孩子、家庭和社区。人类生态学院和农业与生命学院为学生提供了通过栽种以建立康奈尔合作学校與当地交流的机会。学生与工业与劳动关系业余学校向一些组织、联合会、立法者和劳动者建立有专业知识可提供的工作场所。
2011年12月19日，康乃爾大學和合作夥伴以色列理工學院在紐約市長彭博的支持下宣布將在紐約羅斯福島上建立康奈尔科技校区，以期在以金融服務業為重的紐約市發展產學合作的研究所級理工教育，並促進當地科技公司的創業文化。康奈尔科技校区在2014年開始建設，2017年一期完工。
康奈尔金融工程系（CFEM）坐落于华尔街的心脏地带, 以方便于学生实习就业。康乃爾大學紐約校區坐落在紐約市最繁華的曼哈頓等地區，某些機構離華爾街、時代廣場等非常近。紐約校區除了校友會、康乃爾俱樂部、康乃爾協作擴展計劃等機構之外，主要學術研究和教學機構有醫學院、醫學科學研究院、曼哈頓金融工程和工業與勞資關係學校以及2006年新成立的建築設計與規劃計劃等，這些在紐約的機構都由一位主席統籌管理。

### 卡塔尔校区
威尔康奈尔医学院卡塔尔分校位于卡塔尔的教育城（Education City），在多哈附近。于2004年开启，是第一个建立在美国本土外的美国医学院，是康奈尔用于提高国际影响力项目中的一部分。学校是康奈尔和卡塔尔政府一起合作用来提高该国的学术水平和医疗水平。学校提供四年制医学博士项目，课程是跟纽约威尔康奈尔一样的，学院同样提供一个两年的医学院预科项目，录取机制是不一样的。本科项目与2002年开始是卡塔尔的第一个高等院校合作项目。学院一部分的资金是由卡塔尔政府的卡塔尔基金会提供的，基金会提供了7.5亿美元用于建设。医学院是被国际知名度日本建筑师磯崎新设计的双层结构。在2004年，卡塔尔基金宣布将在教育城附近建立一个350床的教学医院。这所医院是几年之后建成的。

### 其他设施
由农业及生命科学学院管理的纽约州农业实验站位于纽约州日内瓦，在主校园西北面80千米。现时那里的设施包括在0.5平方千米上的20幢主要建筑物、以及在2.8平方千米上的实验农地。它还有三个分站：葡萄园实验室（Vineyard Research Laboratory）、哈德遜河谷实验室（Hudson Valley Laboratory）和长岛园艺研究实验室（Long Island Horticultural Research Laboratory）。
康奈尔大学与新罕布什爾大學在美国缅因州的艾波多尔岛上合办了一座浅滩海洋实验室，该实验室是一个专为本科生教育和研究而设的季节性海洋野外实验站。康奈尔大学还管理有波多黎各的阿雷西博天文台。康奈尔大学在华盛顿特区及纽约市亦有设施，供其学生交流、实习计划使用。
其它设施包括：位于纽约州桥港的沙克尔顿点康奈尔生物野外实验站（Cornell Biological Field Station at Shackelton Point）、位于多米尼加共和国和秘鲁的生物多样化野外实验站、位于纽约州汤普金斯县及斯凱勒縣的阿诺森林自然资源教育及研究中心（Arnot Teaching and Research Forest Natural Resources Center）、位于纽约州哈福德的动物科学教育及研究中心（Animal Science Teaching and Research Center），和位于纽约州东港（Eastport）鸭类研究实验室（Duck Research Laboratory）、分布全纽约州的纽约海洋赠与（New York Sea Grant）、康奈尔农业推广系统（Cornell Cooperative Extension）、工业暨劳工关系学院服务系统（School of Industrial and Labor Relations Extension Service）的办事处以及由康奈尔大学管理的海外留学计划办事处，如“康奈尔－尼泊尔”留学计划（Cornell-Nepal Study Program）和“康奈尔在罗马”（Cornell-in-Rome）。

## 学术

### 学院与机构
康奈尔大学下属的学院和学校提供广泛的本科、研究生及专业课程，其中包括七所本科学院（colleges）和七所提供研究生及专业课程的学校（schools）。康奈尔大学的所有院系（departments）均隶属于至少一所本科学院。一些跨院系提供跨学院的课程。在这些学院攻读研究生学位的学生将入读康奈尔大学研究生院。继续教育与暑期课程学院为大学生、高中生、专业人士和其他成年人提供额外的课程。
康奈尔大学的四所法定学院包括农业与生命科学学院、人类生态学院、工业与劳动关系学院和兽医学院。这四所学院获得纽约州立大学系统的拨款，用于支持其教学、研究和服务使命，并向纽约州立大学董事会和州政府机构负责。就读这些学院的纽约州居民有资格享受学费折扣。
康奈尔大学的九所私立非法定学院包括文理学院、建筑、艺术与规划学院、工学院和诺兰酒店管理学院等，这些学院均独立运营，不受州政府资助和监督，在确定学术课程、招生和咨询方面拥有更大的自主权。这些学院也不为纽约州居民提供学费折扣。
2023年，康奈尔大学15,182名本科生中有30.3%隶属于文理学院，是招生人数最多的学院。其次是工学院（21.1%）和农业与生命科学学院（20.4%）。七所本科学院中学生规模最小的是建筑、艺术与规划学院（3.3%）。

### 教职人员

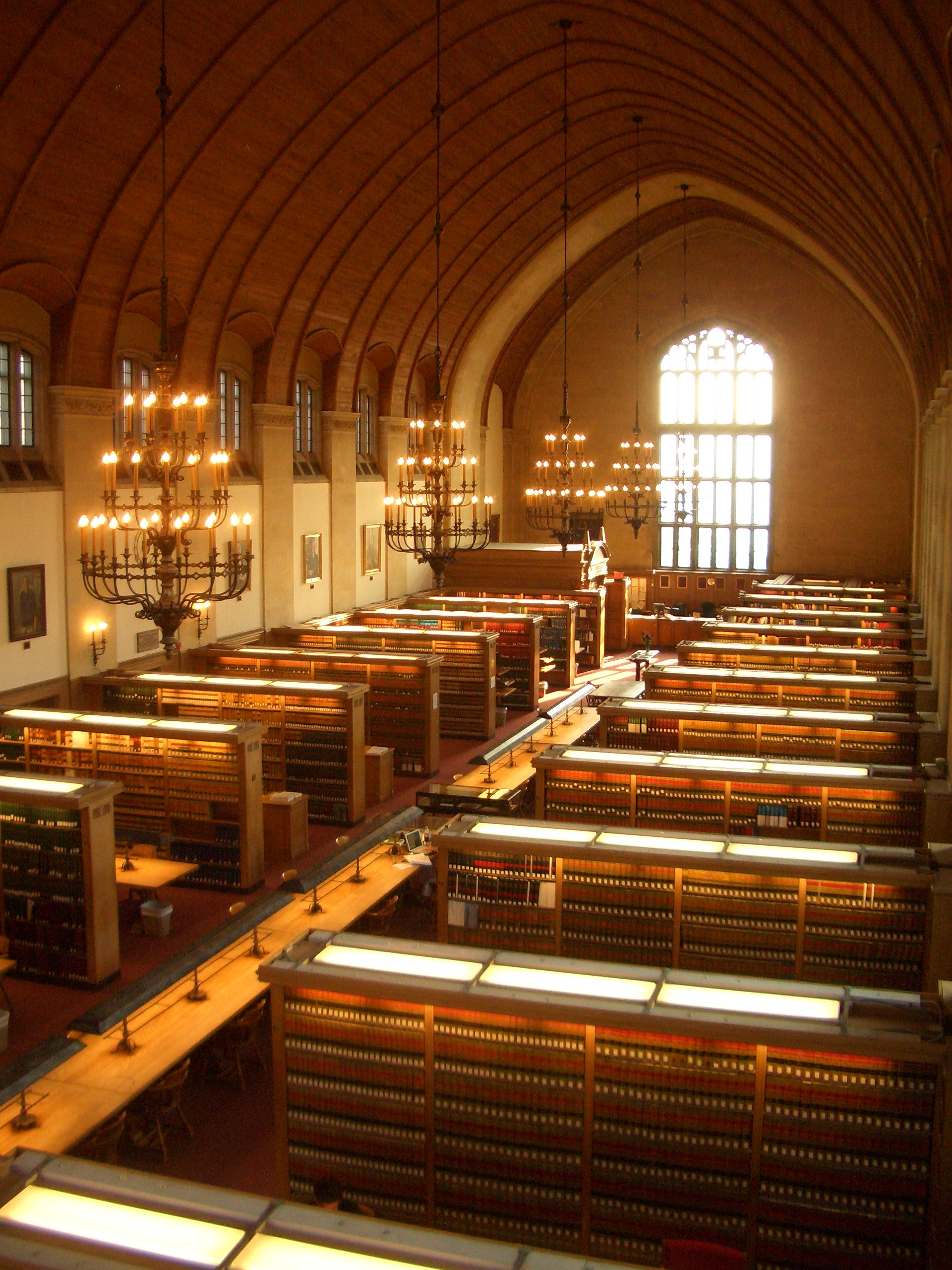
法学院

2003年度康奈尔大学有1544位全职或兼职教员，另外威尔康奈尔医学院及医疗科学研究院分别有412位及302位全职或兼职教员。他们当中有很多国际和美国奖获得者：四位诺贝尔奖得主、一位克拉福德奖得主、两位图灵奖得主、一位菲尔兹奖得主、两位法国荣誉军团勋章得主、一位世界粮食奖得主、四位国家科学奖得主、两位沃尔夫奖得主、四位麦克阿瑟奖得主、三位普利策奖得主、十三位亞歷山大·馮·洪保德奖（Alexander von Humboldt Award）得主、两位杰出生态学家奖（Eminent Ecologist Award）得主、一位卡特·G·伍森学人奖章（Carter G. Woodson Scholars Medallion）、三位美国青年科学家与工程师总统奖、二十三位国家科学基金会專業奖金（National Science Foundation CAREER grant）、一位国家科学院创新研究奖（National Academy of Sciences Award for Initiatives in Research）、一位美国数学学会斯狄尔终身成就奖（American Mathematical Society's Steele Prize for Lifetime Achievement）、一位丹尼·海涅曼数学物理奖、一位普卡德基金会奖金（Packard Foundation grant）、一位瑟尔学人（Searle Scholar）、一位凯克卓越青年学人（Keck Distinguished Young Scholar）、两位贝克曼基金青年研究家奖金（Beckman Foundation Young Investigator grant）、一位纽约市科学、科技及学术研究办事处青年成就奖（New York State Office of Science、Technology and Academic Research early career award）得主。
著名的前康奈尔大学教授包括卡尔·萨根、诺曼·马尔康姆、弗拉基米爾·納博可夫、汉斯·贝特、克林顿·罗斯托、理察·費曼、比·乃爾、约翰·克里斯和阿倫·布鲁。近年来，该校还涌现出一批成就斐然的华人教员，例如，时任康奈尔大学中美关系史研究讲座教授、中华民国与亚太研究项目主任的历史学家陈兼。

### 研究

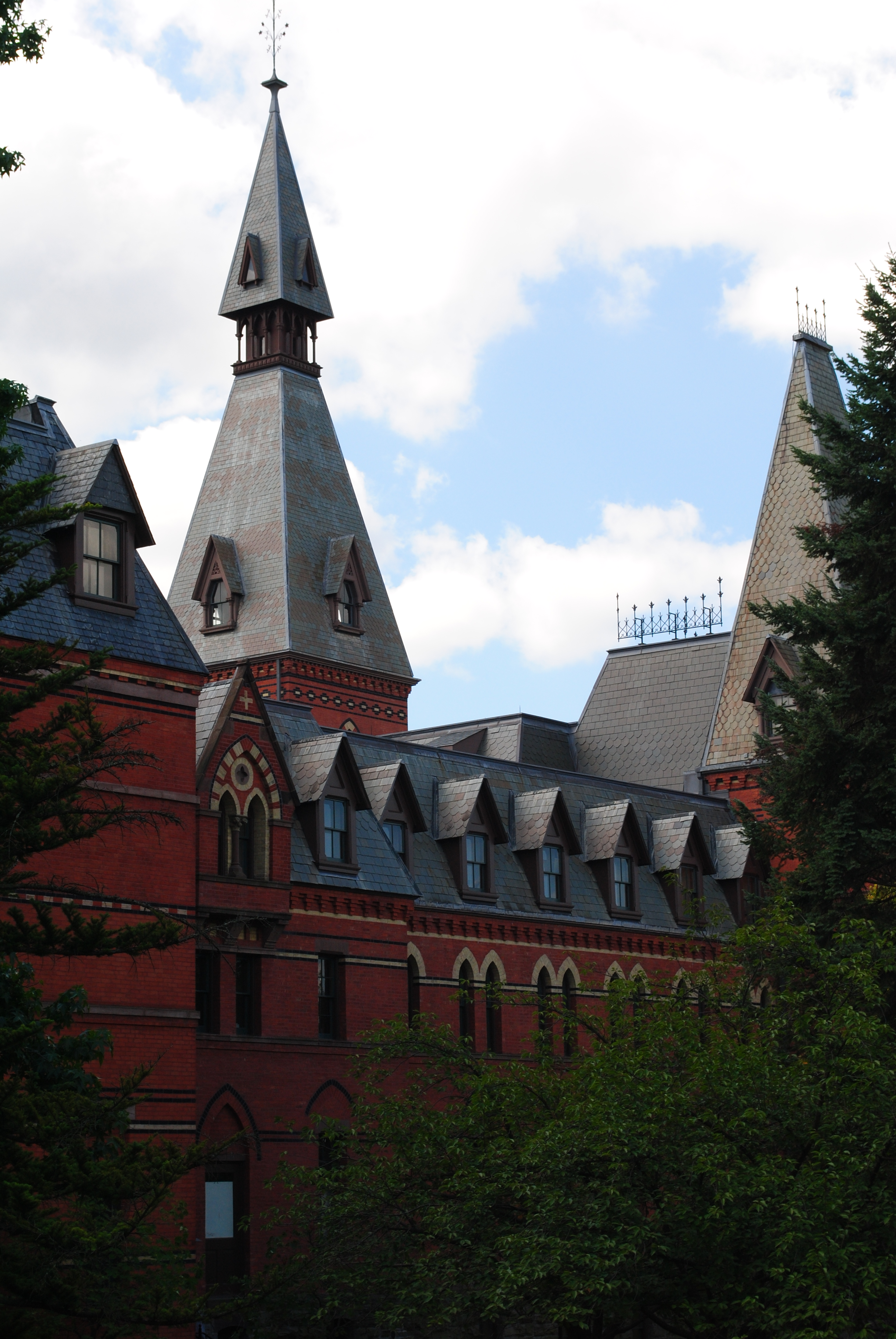
S·C·约翰逊管理研究院

历史上，共有41位诺贝尔奖得主曾是該校師生，创下了全美大学多项第一。康奈尔大学在1872年取录第一位女生，成为美东地區第一所同时招收兩性的主要学府。此外它也是全美第一所颁授兽医学和新闻学学位；电子工程及工业工程博士学位；教授美国史、建立大學出版社、成立飯店管理学院以及工业暨劳工关系学院的大学。
康奈尔大学共有七所本科生学院和七个研究生学院、三个跨学院系、進修教育及夏季课程学校和康奈尔大学图书馆。其校總区面积有3平方千米。威尔医学院和威尔医疗科学研究院位于纽约市。此外，康大在卡塔尔还有一所医学院，纽约州日内瓦的纽约州农业实验站、波多黎各的阿雷西博天文台、缅因州对开海岸的浅滩海洋实验室（與新罕普夏大学合办）、纽约州农业推广系统和一些教育或研究设施等亦属康大。
东南亚研究计划（Southeast Asia Program, SEAP）於1950年成立，是北美最大规模的东南亚研究中心。著名校友包括施堅雅、本尼迪克特·安德森、陈志明等。

### 獎學金及资助
康奈尔大学在建立之初，其创始人埃兹拉·康奈尔便致力于将其建设为一所所有人都能上得起的大学。这就注定使康奈尔大学成为发放奖学金及资助方面最慷慨的大学之一。在2007－2008学年，康奈尔总共为本科生提供了1亿1680万美元的资助（包括无息学生贷款），64%的康奈尔学生领取了各类资助。

### 图书馆
康奈尔大学图书馆共有20个单位，是美国最大的学术研究图书馆之一，今藏书達700万册以上、缩微胶卷有700万卷、電子化档案5,000个，以及76,000个語音纪录（另加数码资源及大学資料庫的語音纪录）；是美国众大学中第一所容许大學部學生借书的图书馆。
Carl Kroch亚洲研究图书馆拥有全北美最为丰富的东南亚研究文献专藏。康奈尔大学图书馆同时与清华大学图书馆、华东师范大学图书馆、国立台湾大学图书馆建立了联合资源网。
《红楼梦》抄本甲戌本曾存于此。2005年购回，现藏于上海博物馆（胡适所献）。尤里斯图书馆后面的钟楼每天都由学生表演敲钟音乐；每日太阳下山时演奏校歌及其它乐曲，参观者可以在钟楼中欣賞他们演奏。

### 出版社
康奈尔大学出版社创立于1869年，是美国的第一所大学出版社及其中一所營運規模最大的大学出版社；每年出版约一百五十本不同学科的书籍，包括人类学、古典学、文化研究、历史、文学批评及理论、东南亚研究、中世纪研究、哲学、政治及国际关系、心理及精神病学、和女性研究等。

## 校园生活

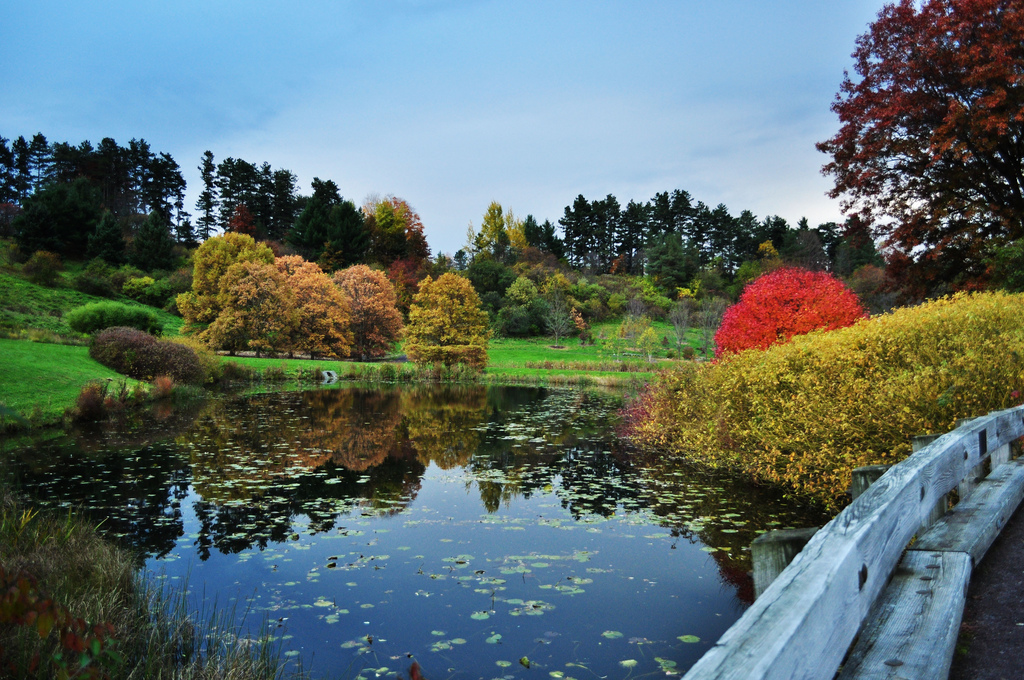
种植业

康奈尔大学学生来自美国及世界百餘国。康奈尔大学为學子提供大约一百項学术研究及专业技术的领域，专业领域包括法学、商业管理、医学及兽医学等。康奈尔大学的校色是红色（辅以白色衬托），吉祥物是熊。学校素有“Big Red”（大红校）之称，校内的学生自建法律顾问组织名为Big Red Legal，学生创业风险投资组织名为Big Red Venture，还有帮助落后地区创业的Big Red Microfinace。
康奈尔大学被视为美国最多元化校园的其中一座，此處有500个注册学生团体，其中包括从独木舟到全副武装的马上枪术比赛、福音歌咏团、即兴表演剧场、多人作赛电玩会、人声无伴奏合唱团等不同兴趣项目。
组织数目之大，包办各种不同兴趣及口味。校方资助对学生组织的活动帮助甚大，但小圈子眾多的情况是个问题，因為學生雖然能够结交很多志同道合的朋友，卻不能從中加强组织间的交流，这问题在很多种族或宗教性团体當中尤其严重。
本科生学生宿舍分成三个部分，分別是西校区（West Campus）、大学镇（Collegetown）和北校区（North Campus）。西校区主要供转校生及高年级生居住，大学镇的住宿生主要为高年级生，而北校区则主要供一年级生居住。
近年校园餐饮服务多次被评为全美院校最佳。
康奈尔大学的校警作为校方的执法单位与伊萨卡警察有相同的地位和权力。他/她们全天候二十四小时执勤。主要工作包括：校园内巡逻，处置紧急和非紧急事件，调查犯罪等。
为了校职工和学生安全，康奈尔大学警察全天候保护着校园，校警被列为“和平官员”，并具有与伊萨卡市警察相同的权力。 他们与伊萨卡学院和雪城大学的校园警察相似，因为这些校园警察都被归类为武装和平官。 
康奈尔大学的警察每年365天每天24小时在校园内和值班。 他们的职责包括：全天候在大学巡逻，响应紧急情况和非紧急服务请求，预防犯罪服务，在校园内积极调查犯罪，执行国家刑法和机动车法以及校园法规。

## 排名
康奈尔大学作为常春藤盟校，在全世界范围内享有极高的学术声誉，在多個大學排名中位列全球前20名。康奈尔大学的大多数专业排名，均处于全美领先的位置。在《美国新闻与世界报道》的大学专业排名中，康奈尔的工程科学类本科专业全美第14名；农业工程类本科专业全美第2名；生态生物学課程专业全美第3名；資訊安全本科专业全美第4名；美國文學（1865年以前）課程专业全美第8名；逻辑学課程专业全美第8名；英语課程专业全美第8名。其它诸如化学、物理學、计算机工程、通信工程、航空航天工程、制造工程、机械工程、土木工程、環境工程等理工科专业，均排名在全美前十名之内。此外，康奈尔法学院、约翰逊商学院、维尔医学院等专业学院也都名列前茅，排名位列全美第10位至第15位之间。康奈尔的酒店管理学院也曾被希尔顿酒店创始人康拉德·希尔顿称赞为“全世界最优秀的学院”。依据美国“国家科学研究委员会”（National Research Council）的排名，康奈尔的师资水平也位居全美前列，其中人文学科列全美第5位，工程科学列第5位，数学与物理学列第6位。

| 綜合排名              | 綜合排名 |
| 全球名次              | 全球名次 |
| --------------------- | -------- |
| 《ARWU》主排名        | 12       |
| 《QS》主排名          | 18       |
| 《泰晤士》主排名      | 19       |
| 《美國新聞》全球版    | 23       |
| 全国名次              |          |
| 《ARWU》主排名        | 10       |
| 《華爾街》/《泰晤士》 | 9        |
| 《福布斯》            | 11       |
| 《美國新聞》本地版    | 18       |
| 《華盛頓月刊》        | 25       |

| 生物科學       | 27 |
| 商學           | 15 |
| 化學           | 9  |
| 計算機科學     | 6  |
| 地球科學       | 19 |
| 經濟           | 16 |
| 工程           | 14 |
| 英語           | 8  |
| 藝術           | 53 |
| 健保管理       | 9  |
| 歷史           | 11 |
| 法律           | 13 |
| 數學           | 13 |
| 醫學：初級護理 | 38 |
| 醫學：研究     | 11 |
| 助理物理       | 26 |
| 物理           | 7  |
| 政治科學       | 19 |
| 心理           | 24 |
| 公共關係       | 34 |
| 社會學         | 17 |
| 數據學         | 20 |
| 獸醫學         | 2  |

| 農業科學             | 5   |
| 人文藝術             | 43  |
| 生物及生物工程       | 10  |
| 心臟和心血管系統研究 | 100 |
| 化學                 | 44  |
| 臨床醫學             | 32  |
| 計算機科學           | 89  |
| 經濟及商學           | 20  |
| 工程學               | 146 |
| 環境學               | 30  |
| 地球科學             | 67  |
| 免疫學               | 15  |
| 材料科學             | 55  |
| 數學                 | 92  |
| 微生物學             | 15  |
| 分子生物及遺傳學     | 19  |
| 神經科學             | 52  |
| 腫瘤學               | 6   |
| 藥理及毒理學         | 83  |
| 化學                 | 23  |
| 動植物科學           | 3   |
| 心理學               | 43  |
| 社會科學及公共衛生   | 41  |
| 空間科學             | 64  |
| 外科手術學           | 24  |

## 著名人物

### 華人校友
1910年，胡适入康奈尔大学选读农科。1912年9月转入文学院，修哲学、经济和文学。中国现代著名文学家、学者，曾任国立北京大学校长、中央研究院院長、中华民国驻美大使。1915年，中国留学生任鸿隽、秉志、周仁、胡明复、赵元任、杨杏佛、过探先、章元善、金邦正等人在康奈尔大学成立中国科学院的前身——中国科学社，后于1918年迁回中国，设在南京高师。 在校期间他们还创办了《科学》杂志，后来成为中国的权威科学期刊。
康奈尔与中国的最早学术交流始于1920年代。1921年，“农作物改进项目”在康奈尔，金陵大学和国际教育委员会的合作下开始。这个成功的国际合作项目起源于金陵大学农学院院长John H. Reisner的邀请。1925年，康奈尔大学的三位教授，H. H. Love、C. H. Myers、R. G. Wiggans至中华民国开始实施合作项目。
- 张德慈：首位华裔泰勒奖得主。
- 杨杏佛：中国科学社创始人之一。
- 王彥祖：民國初年北京大学法科教授。
- 王成祖：民國初年機械工程師。
- 茅以升：著名的桥梁专家。
- 唐振绪：中国铁道科学研究院创始人。
- 黄万里：中国著名水利、水文学专家。
- 杨向中：著名生物科学家，克隆牛之父。
- 赵元任：著名语言学家，中国科学社创始人之一。
- 杨锡宗：民國初年廣州工務局代局長，曾設計廣州中央公園、黄花岗七十二烈士墓（后期规划及建筑）、十九路军陵园等。
- 吕彦直：建筑师，孙中山墓地中山陵总设计师。
- 刘宝锷：土木工程师，孙中山墓地中山陵总监理工程师。
- 秉志：中国“现代生物之父”，中国科学社创始人之一。
- 朱元鼎：中国鱼类学创始人之一，曾任上海水产学院院长。
- 任鸿隽：著名化学家，中国科学社第一任会长。
- 刘承钊：中国两栖爬行动物研究的学科奠基人，华西大学第一任校长。
- 田北辰：香港立法會議員。
- 薛富盛：國立中興大學校長。
- 陳翰立：現任南投縣議員，南投縣第17、18、19屆議員。
- 李登輝：中華民國第八及第九任總統。
- 蔡英文：中華民國第十四及十五屆總統。
- 張善政：中華民國第二十七任行政院院長。
- 施肇基：康奈尔大学第一位中國留学生，历任中华民国驻美、英大使，世界银行创建人之一。
- 李景均：著名遗传学家，美国人类遗传学会主席。
- 刘恢先：结构工程与地震工程专家。
- 黃國昌：中華民國台湾民众党立院黨團黨鞭。
- 黃大洲：前中華民國臺北市市長。
- 周守訓：前中華民國立法委員。
- 潘世偉：前中華民國勞動部長。
- 蔡丁貴：國立臺灣大學土木工程系教授，自由台灣黨創黨黨主席。
- 陳保基：中華民國行政院農業委員會主任委員、國立臺灣大學動物科學技術學系教授。
- 林子儀：中央研究院法律學研究所所長。
- 蔡力行：現任中華電信第6任董事長，前台灣積體電路製造公司總經理。
- 李世光：國立臺灣大學應用力學研究所特聘教授。